# دست راست سرخ
«دست راست سرخ» (به انگلیسی: Red Right Hand) ترانه‌ای از نیک کیو اند د بد سیدز، گروه آلترناتیو راک استرالیایی است که سال ۱۹۹۴ میلادی منتشر شد. این ترانه ابتدا در آلبوم بگذار عشق وارد شود (Let Love In) با زمان ۶:۱۰ عرضه شد و سپس نسخهٔ کوتاه‌شده‌اش در قالب تک‌آهنگ با زمان ۴:۴۸ انتشار یافت. از آن هنگام «دست راست سرخ» به یکی از ترانه‌های شناسهٔ نیک کیو بدل شده و در بیشتر کنسرت‌های گروه اجرا شده‌ است. نام ترانه برگرفته از عبارتی از شعر حماسی بهشت گمشده اثر میلتون است که اشاره به دست انتقام خداوند دارد.

## در فرهنگ عامه
«دست راست سرخ» در آثار زیادی تاکنون مورد استفاده قرارگرفته‌است که از میان آن‌ها می‌توان به فیلم‌های جیغ، پرونده‌های ایکس، احمق و احمق‌تر، پسر جهنمی و سیرک عجایب: دستیار یک شبح و تیتراژ سریال پیکی بلایندرز اشاره کرد.
همچنین این ترانه بارها از سوی هنرمندان دیگر بازخوانی شده که از میان آنان می‌توان آرکتیک مانکیز، پی‌جی هاروی، فرانک بنت و جاینت سند را نام برد.